# Novoseljani
Novoseljani (srednjovjekovni mađarski naziv: Csezmice ili Alsócsezmice, latinski: Chesmichia inferiori) su naselje u Republici Hrvatskoj, u sastavu Grada Bjelovara u Bjelovarsko-bilogorskoj županiji. 

## Opis
Novoseljani se nalaze  istočno od gradskog centra i gradskih četvrti Mlinovac i Radničko naselje. Naselje je jače urbanizirano prijelazno naselje te je kroz naselje prolazi dio ceste D28 te nekadašnja županijska cesta 3046 (Novoseljanska ulica) u smjeru Velikog Trojstva.
Geografski se naselje nalazi na uzvisini istočno od Bjelovacke, te u krugu Novoseljana počinje vodotok potoka Sloboština.

## Stanovništvo
Prema popisu stanovništva iz 2021. godine, naselje je imalo 600 stanovnika.
| broj stanovnika | 137   | 139   | 156   | 293   | 355   | 414   | 401   | 548   | 615   | 566   | 710   | 731   | 761   | 790   | 784   | 708   | 600   |
|                 | 1857. | 1869. | 1880. | 1890. | 1900. | 1910. | 1921. | 1931. | 1948. | 1953. | 1961. | 1971. | 1981. | 1991. | 2001. | 2011. | 2021. |

## Povijest

### Antika
Na prostoru Novoseljana se je nalazilo rimsko naselje Lug. Naselje je najvjerovatnije je nastalo između 2. i 4. stoljeća, stabilizacijom sjeverne granice Rimskog Carstva, kada su u krugu današnjeg trga Antuna Gustava Matoša i na nekadašnjem cestovnom raskrižju zabilježeni rimski ukopi i pretpostavljeni vojni logor ili postaja. Naselje se nalazilo na pretpostavljenoj granici nekadašnje res publike Jasorum s centrom u današnjem Daruvaru.
Istovremeno se u krugu naselja na današnjem Crkvenom polju razvila nekropola ili groblje, što je pretpostavljeno kao pokapalište stanovnika naselja Lug.

### Srednji vijek
Na mjestu Novoseljana je u srednjem vijeku postojalo naselje, čija se župa Djevice Marije spominje 1334. godine kao Item ecclesia beate virginis de Ohesuricha među župama zagrebačke biskupije.
Godine 1495. već se zove Chesmichia inferiori (tj. Donja Česmica). Njegov župnik po imenu Gal spominje se 1501. kao Gallus plebanus de inferiori Chesmycze.  Česmica je bila centar Česmičke župe, nekadašnje plemenske župe. Česmica predstavlja najstariju i najznačajniju plemensku župu na području današnjeg Bjelovara  Česmicu su razorili Turci u 16. stoljeću i njen prostor je desetljećima ostao nenaseljen.

### Nastanak modernog naselja
Današnje je naselje naseljeno od 17. stoljeća, Na karti prve vojne izmjere naselje je sa upisano kao "Dorf Novo Szellyani"  te je za vrijeme vojne uprave naselje pripadalo Đurđevačkoj pukovniji.
Istovremeno s izgradnjom naselja podignuta je i pravoslavna crkva svetog Ilije tj. crkva Blagovijesti Presvete Bogorodice na Crkvenom polju. Crkva je izgrađena na mjestu srednjovjekovne utvrde Česmice.

## Poznate osobe
- Antun Tunkl, hrvatski pedagog.[11]

## Zanimljivosti
Srednjovjekovna Česmica je u starijim izvorima spomenuta kao jedna od pretpostavljenih mjesta podrijetla gdje je Ivan Česmički (Janus Panonius) rođen. U najnovije vrijeme je, ne isključujući druge mogućnosti, iznesena pretpostavka, da je vjerojatno bio podrijetlom iz Komarnice (danas Novigrad Podravski kod Koprivnice, Koprivničko-križevačka županija).

## Znamenitosti
- Pravoslavna crkva sv. Ilije iz 1700. godine, jedan od najstarijih objekata na području grada Bjelovara
- Zgrada stare škole, danas mjesni dom Novoseljani
- Arheološki pronalazci na Crkvenom polju, ostatci nekadašnje nekropole ili groblje na Crkvenom polju u Novoseljanima iz 4. stoljeća. Pretpostavljeno da je bilo vezano uz rimsko naselje Lug.
- Arheološko nalazište Lug, ostatci većeg rimskog ruralnog naselja ili "vicusa" iz 4. stoljeća u krugu Bjelovarske istočne obilaznice.